# Разпространение на радиовълните
Разпространение на радиовълните (РРВ) е явлението пренасяне на енергия от електромагнитни трептения в радиочестотния диапазон. Радиовълните се излъчват чрез антена и се разпространяват във вид на енергия на електромагнитното поле със скорост, която зависи от параметрите на средата. Тяхната способност за разпространение силно зависи от дължината на вълната. Като форма на електромагнитно излъчване, подобно на светлинните вълни, радиовълните се влияят от явленията отражение, пречупване, затихване, поглъщане, разсейване, дифракция, интерференция и поляризация. ,
 Радиовълните се разпространяват като директни (преки), повърхностни и пространствени (йоносферни и тропосферни).
Различни аспекти на това явление се изучават от различни технически дисциплини, които са раздели на радиотехниката. Най-общите въпроси и проблеми се разглеждат от радиофизиката. Разпространението на радиовълни в специални технически обекти като кабели, антенни вълноводи се разглежда от специалисти по приложна електродинамика или специалисти по антенно-фидерна техника. Техническата дисциплина „Разпространение на радиовълни“ разглежда само онези проблеми на радиоизлъчването, които са свързани с разпространението на радиовълни в естествена среда, т.е. въздействието върху радиовълните на земната повърхност, атмосферата и околоземното пространство, разпространение на радиовълни във водна среда, както и в създадени от човека ландшафти. Като техническа дисциплина разпространението на радиовълните е включено в програмата за обучение на радиоинженери в много университети по света. Обикновено този курс отнема един академичен семестър.

## Основни направления на изучаване
Радиоизлъчването обхваща много широк диапазон от честоти. Физическите ефекти и наблюдаваните явления в различни диапазони на радиовълните могат да се различават не само количествено, но и качествено, поради което направленията на изследване в тази наука попадат в отделни клонове, съответстващи като цяло на класификацията на радиовълните по диапазони. Основни физични ефекти и изследвани явления:
- влиянието на земната повърхност върху излъчваните вълни, образуването на вълни, свързани със земната повърхност;
- отразяване на вълни от различни обекти, както естествени, така и изкуствени, разположени на повърхността на Земята и многостранно формиране на крайния сигнал;
- отслабване на мощността на радиовълните поради поглъщането им от дъжд, сняг, прах;
- отразяване на радиовълни от дъжд, сняг, прах, стада птици;
- изкривяване на пътищата на разпространение на радиовълните поради разнородността на слоевете на атмосферата.

Основните резултати от теорията, използвани от специалисти в сродни области:
- Оценка на загубата на мощност на сигнала по време на разпространение на радиовълни, необходима за оценка на обхвата на всяка радиотехническа система.
- Многолъчевото разпространение на радиовълните поради постоянна промяна в съотношението води до колебания в мощността на получения сигнал, затихване (фадинг). Специалистите по комуникациите изучават статистиката на тези затихвания, проектират хардуер и използват техники за кодиране, адаптирани към естеството на затихването.
- Отразяването на радиовълни от различни обекти създава значителни смущения на радарните станции, създавайки лъжливи цели.
- Кривината на линията на разпространение на радиовълните в нехомогенна атмосфера води до грешки при измерването на координатите в радиолокацията и радионавигацията.
- Определяне на пространствения сектор на радиодостъпност (зона на радиовидимост).

Най-значимият фактор, влияещ върху разпространението на радиовълните в реални условия, е метеорологията. Следователно метеорологичните данни се използват широко от този клон на знанието. От друга страна, той поставя своите изисквания към метеорологията, например, относно размера на водните капки при дъжд с различна интензивност.

## Скорост на разпространение
Радиовълните, както и другите електромагнитни вълни, се разпространяват със скорост, която зависи от параметрите на средата – диелектрична проницаемост {\displaystyle \varepsilon } и магнитна проницаемост {\displaystyle \mu }:
{\displaystyle v={\frac {1}{\sqrt {\varepsilon \mu }}}.}
В свободното пространство това е скоростта на светлината във вакуум: 
{\displaystyle c={\frac {1}{\sqrt {\varepsilon _{0}\mu _{0}}}}} или
{\displaystyle v=c=299} {\displaystyle 792} {\displaystyle 458} {\displaystyle m/s} {\displaystyle \approx } {\displaystyle 3.10}8 {\displaystyle m/s}.
В идеален еднороден диелектрик (с параметри {\displaystyle \varepsilon },{\displaystyle \mu _{0}}) радиовълните се разпространяват със скорост
{\displaystyle v={\frac {c}{\sqrt {\varepsilon ^{'}}}},}
където {\displaystyle \varepsilon ^{'}={\frac {\varepsilon }{\varepsilon _{0}}}} e относителната диелектрична проницаемост.
В еднородна полупроводяща среда скоростта е аналогична:
{\displaystyle v={\frac {c}{n}},}
където {\displaystyle n} е реалната съставка на корен от комплексната относителна диелектрична проницаемост на средата {\displaystyle {\sqrt {\varepsilon _{k}^{'}}}=n-jp;} {\displaystyle \varepsilon _{k}^{'}=\varepsilon ^{'}-j60\sigma \lambda ;} {\displaystyle \sigma } е специфичната проводимост на средата. Параметърът {\displaystyle n} изразява коефициента на пречупване на средата.

## Явления при разпространението
Основните явления при РРВ са отражение, пречупване, затихване, поглъщане, разсейване, дифракция, интерференция и др.
Земята представлява електрически полупроводник и преминавайки над повърхността ѝ, радиовълните постепенно отслабват. Това се дължи на факта, че електромагнитните вълни индуктират ток на повърхността на планетата, с което се губи и част от енергията. Тоест енергията се поглъща от Земята, при това толкова повече, колкото е по-къса вълната (по-висока честотата). Енергията отслабва още и защото радиоизлъчването се разпространява във всички посоки, и следователно, колкото по-отдалечен е приемникът от предавателя, толкова по-малко енергия се пада на единица площ и толкова по-малко попада в антената.
Радиовълните свободно преминават безпрепятствено през въздуха и космическото пространство, но ако на пътя им има метален проводник, антена или друго електропроводимо или полупроводящо тяло, то вълните отдават част от своята енергия на този обект, създавайки по този начин променлив ток в него. Част от излъчената енергия се отразява от повърхностите. Върху това явление е основана радиолокацията. При РРВ в затворено пространство могат да възникнат стоящи вълни.
Дифракция на вълните се нарича способността им да заобикалят препятствия по пътя си. Това е възможно, само ако телата са по-малки от дължината на вълната или са сравними с нея. Например, за да бъде засечен самолет, дължината на вълната на радиолокатора трябва да бъде по-малка от геометрическите размери на самолета (по-малка от 10 m). Ако тялото е по-голямо от дължината на вълната, то може да я отрази. Има обаче и случаи, в които тялото може и да не отрази радиовълната, например, ако е изградено по технологията „Стелт“. Дифракцията при радиовълните се обяснява със загубите на енергия при поглъщането ѝ от препятствията. Коефициентът на поглъщане е правопропорционален на честотата:
{\displaystyle \delta ={\omega  \over c}p} ,
където {\displaystyle \omega ={2\pi f}} e кръговата честота, {\displaystyle c} e скоростта на светлината, а {\displaystyle p} e имагинерна съставна на комплексната диелектрична проницаемост на материята на препятствието. Затова дифракцията е най-силно изразена при свръхдългите и дългите повърхностни вълни, а при ултракъсите вълни практически дифракция не съществува.

## Начини на разпространение
В практическите системи за радиопредаване се използват няколко различни вида разпространение.  Радиовълните се разпространяват като директни (преки), повърхностни и пространствени (йоносферни и тропосферни).

### Преки вълни
Разпространението на директна вълна е по правата линия на пряка видимост от предавателната към приемната антена. Измененията в плътността и температурата на атмосферата могат да причинят леко пречупване на вълните и огъване на траекторията им (атмосферна рефракция). Предаването по линия на видимост се използва за радиопредаване на средни разстояния, като клетъчни телефони, безжични телефони, уоки-токита, безжични мрежи, FM радио, телевизионно излъчване, радари и сателитна комуникация (като сателитна телевизия). Пряката вълна по линията на видимост на повърхността на Земята е ограничена по разстоянието до визуалния хоризонт, което зависи от височината на предавателната и приемната антени. Това е единственият възможен начин за разпространение при микровълни и по-къси вълни.

### Повърхностни вълни
При по-ниски честоти в диапазоните на СВ, ДВ и СДВ, дифракцията позволява пътят на радиовълните да се огъва над хълмове и други препятствия и да достигат отвъд хоризонта, следвайки контура на Земята. Тези вълни се наричат повърхностни или земни вълни. AM радиостанциите и любителските радиостанции използват земни вълни, за да покрият зоните си за слушане. Тъй като честотата става по-ниска, затихването с разстоянието намалява, така че наземните вълни от свръхдългите (СДВ) до изключително дългите (λ = 10 000 ÷ 100 000 km) могат да се използват за комуникация по целия свят. Те могат да проникнат на значителни разстояния през водата и земята и тези вълни се използват за комуникация в мини и военна комуникация с потопени подводници.

### Йоносферни вълни
При разпространението си пространствените радиовълни достигат до йоносферата – най-горният слой на атмосферата на височина от 60 km до около 1000 km от земната повърхност. Йоносферата отразява радиовълните обратно към Земята, което позволява те да бъдат приемани на големи разстояния отвъд хоризонта – дори трансконтинентални разстояния. Йоносферни вълни се използват от любителски радиооператори за комуникация с оператори в далечни страни и от късовълнови радиостанции за международно предаване.
Дългите пространствени вълни се отразяват в най-ниската част на йоносферата (слой D) и заглъхват бързо – не могат да се приемат на големи разстояния по земната повърхност. Средните и късите пространствени вълни се отразяват съответно от средните и високите слоеве на йоносферата и затова достигат до по-далечни разстояния. Средните вълни се отразяват от слоя Е, а късите – от слоя F. Слоеве F1 и F2 през нощта се сливат и образуват един слабо йонизиран слой F, от който се отразяват само вълни с по-ниски честоти, обикновено в диапазона от 2 MHz до 6 MHz.

### Тропосферни вълни
Радиовълните се отразяват от нееднородностите на тропосферата. Това им свойство се използва за предаване на радиосигнали на големи разстояния става чрез тропосферна вълна с дължина от 6 cm до 1 m. в честотната област от 0,3 до 5 GHz. Радиовълната се преизлъчва от обем от тропосферата, образуван при пресичането на диаграмите на насочено действие на предавателната и приемната антени, който изпълнява функциите на пасивен ретранслатор.
Честотните замирания на тропосферните вълни ограничават ефективно използваната честотна лента за тропосферна връзка до няколко MHz. Разстоянието, на което могат да се предадат сигналите чрез еднократно преизлъчване от тропосферата, е в границите от 200 до 400 km. За неговото увеличаване в системата се включват няколко приемо-предавателни станции, отстоящи помежду си на 150 ÷ 300 km (в зоната на радиосянка) и така се създава тропосферна радиорелейна линия.

## Разпространение на УКВ
Ултракъсите вълни (УКВ) се разпространяват само по права линия и могат да се използват само при пряка видимост между станциите. С УКВ не могат да се устройват връзки на големи разстояния, както с късите вълни, защото те не се отразяват от йоносферата. Поради тази причина за покриване на големи разстояния с УКВ трябва да се предвидят междинни станции, т.е. трябва да се използват радиорелейни линии (РРЛ).
За различните подобхвати на УКВ са характерни специфични особености. Вълните с различни дължини имат различен характер на разпространение:
1. Вълните с дължина от 10 до 3 m все още имат способност да се отразяват от йоносферата (както късите вълни) в годините на максимална слънчева активност;
2. Значителна част от енергията на вълните под 0,02 m се поглъща от молекулите на въздуха и хидрометеорите.